# Cotoneaster atlanticus
Cotoneaster atlanticus är en rosväxtart som beskrevs av Klotz. Cotoneaster atlanticus ingår i släktet oxbär, och familjen rosväxter. Inga underarter finns listade i Catalogue of Life.